# Axonopus monticola
Axonopus monticola är en gräsart som beskrevs av George Alexander Black. Axonopus monticola ingår i släktet Axonopus och familjen gräs. Inga underarter finns listade i Catalogue of Life.